# Johann Samuel Drese
Johann Samuel Drese (Weimar, 1644 - 1 de desembre de 1716) fou un organista, mestre de capella i compositor alemany.
Després d'haver estudiat amb molt de profit composició, fou nomenat organista de la cort de Jena, plaça que desenvolupà fins al 1863. En aquest any va ser agraciat amb el càrrec de mestre de capella de la cort de Weimar, en la que Bach era organista i músic de cambra. Quan Drese va morir, el succeí en el càrrec el seu fill Johann Wilhelm, que ja, des del 1705, era vicemestre de la capella. Deixà manuscrites algunes òperes, sonates per a clavecí i diversos motets.